# Pee Wee
Pee Wee, artistnamn för rapparen André Möllerfors, född 2 september 1972.
Den danskfödde Pee Wee var, tillsammans med Thomas Rusiak, Speedknock och Seb Roc med i gruppen Sherlock som 1997 släppte albumet Made to Measure. 
År 2011 släppte Pee Wee med gruppen Still Pee & Ru det självbetitlade albumet Still Pee & Ru, som innehåller spåren "Aorti" och "Black Shadow".
Den 8 december 2017 släppte Pee Wee sin egen debut-EP med namnet Pulsen med produktioner av Thomas Rusiak, Seb Roc, Jocke Åhlund och DJ Large.. 
Han var medlem i det Stockholmsbaserade kollektivet Natural Bond men är mest känd som backup-rappare för Petter.